# Уберландія (мікрорегіон)

Уберландія на карті штату Мінас-Жерайс

Уберландія (порт. Microrregião de Uberlândia) — мікрорегіон у Бразилії, входить у штат Мінас-Жерайс. Складова частина мезорегіону Трангулу-Мінейру-і-Алту-Паранаїба. Населення становить 818 954 осіб на 2007 рік. Займає площу 18 789,594 км². Густота населення — 42,8 ос./км².

## Склад мікрорегіону
До складу мікрорегіону включені наступні муніципалітети:
1. Арагуарі
2. Арапоран
3. Канаполіс
4. Каскалью-Ріку
5. Сентраліна
6. Індіанополіс
7. Монті-Алегрі-ді-Мінас
8. Прата
9. Тупасігуара
10. Уберландія

| Бразилія | Це незавершена стаття з географії Бразилії. Ви можете допомогти проєкту, виправивши або дописавши її. |